# Gates Harbour
Gates Harbour, auch als Gates Boat Harbour bekannt, ist ein kleiner Naturhafen in der Region Southland auf der Südinsel von Neuseeland.

## Geographie
Der Gates Harbour befindet sich rund 79 km westsüdwestlich von Tuatapere an der Südküste der Südinsel. Der Naturhafen besitzt eine Länge von rund 840 m und eine Breite von rund 460 m. Der nur 180 m breite Eingang zu dem Gewässer ist beidseitig von aus dem Wasser ragenden Felsen gesäumt, an denen sich die Wellen brechen. Die Küstenlinie erstreckt sich über rund 2 km.

## Geschichte
Der Naturhafen diente von 1821 bis 1922 vermutlich Seehundjägern, die von dem US-amerikanischen Schiff General Gates an der Südküste der Südinsel Neuseelands abgesetzt worden sind, als Schutzhafen und Ausgangsort für die Seehundjagd. Die Umstände, unter denen einige der Mannschaft durch Māori ums Leben kamen, konnte nie richtig aufgeklärt werden.